# Jetscheba
Jetscheba, obersorbisch Jatřobⓘ, ist ein Ort im Osten des Landkreises Bautzen in Sachsen und gehört seit 1994 zur Gemeinde Großdubrau. Der Ort liegt in der Oberlausitz und zählt zum Siedlungsgebiet der Sorben.

## Geografie
Jetscheba befindet sich in der Oberlausitzer Heide- und Teichlandschaft etwa 14 Kilometer nördlich von Bautzen in der Flussaue der Kleinen Spree. In Richtung Norden erstrecken sich zwischen Jetscheba und den fünf Kilometer entfernten Dörfern Rauden und Mönau ausgedehnte Waldgebiete.
Siedlungshistorisch ist der Ort ein Gassendorf, welches später in östliche Richtung erweitert wurde und im Süden von der Kleinen Spree begrenzt wird. Der Gutshof befindet sich in der Ortsmitte. Die Nachbarorte sind Kauppa im Süden und Milkel im Westen.

## Geschichte
Bereits in der mittleren Bronzezeit bestand an der heutigen Straße nach Teicha ein Dorf mit Holzhäusern. 
Der heutige Ort wurde erstmals 1419 als Jetzrebie erwähnt. Der Ortsname leitet sich vom sorbischen Wort für „Habicht“, im modernen Obersorbisch jatřob, ab. So wird der Ort 1441 auch als zum Habich bezeichnet. Die Nationalsozialisten griffen diese Herkunft 1938 auf, als sie den slawischen Ortsnamen zu Habichtau germanisierten. Die Namensänderung wurde 1949 wieder rückgängig gemacht.
Im Jahre 1621 ist ein Vorwerk des Rittergutes Kauppa in Jetscheba verzeichnet. Jetscheba war seit jeher ein Ortsteil von Kauppa und wurde gemeinsam mit diesem zum 1. April 1936 zunächst nach Commerau und am 1. Januar 1994 schließlich nach Großdubrau eingemeindet.

## Bevölkerung und Sprache
Für seine Statistik über die sorbische Bevölkerung in der Oberlausitz ermittelte Arnošt Muka in den achtziger Jahren des 19. Jahrhunderts eine Bevölkerungszahl von 285 für Kauppa und Jetscheba; darunter 257 Sorben (90 %). Seitdem ist der Gebrauch des Sorbischen im Ort stark zurückgegangen.
Die vorwiegend evangelische Bevölkerung ist mindestens seit 1614 nach Klix gepfarrt.

## Persönlichkeiten
- Horst Adam (* 1939), sorbischer Journalist und Publizist, Chefredakteur des Nowy Casnik